# Torneos WTA 125s en 2024
La WTA 125K series fue la categoría secundaria del circuito de tenis profesional organizado por la Asociación de Tenis de Mujeres. El WTA 125K series 2024 consistió en un calendario de treinta y seis torneos, donde cada uno paga una bolsa de premios de 115 000 dólares.

## Torneos
| Semana           | Torneo | Campeonas                                              | Subcampeonas                           | Semifinalistas                           | Cuartos de final                                                             |
| ---------------- | --- | ------------------------------------------------------ | -------------------------------------- | ---------------------------------------- | ---------------------------------------------------------------------------- |
| 1 de enero       | Workday Canberra International Canberra, Australia Dura – $115,000 – 32S/16Q/16D Cuadro Individual – Cuadro Dobles                           | Nuria Párrizas 6–4, 6–3                                | Harriet Dart                           | Clara Tauson Katie Volynets              | Maya Joint Océane Dodin Anna Bondár Nao Hibino                               |
| 1 de enero       | Workday Canberra International Canberra, Australia Dura – $115,000 – 32S/16Q/16D Cuadro Individual – Cuadro Dobles                           | Veronika Erjavec Darja Semeņistaja 6–2, 6–4            | Kaylah McPhee Astra Sharma             | Clara Tauson Katie Volynets              | Maya Joint Océane Dodin Anna Bondár Nao Hibino                               |
| 5 de febrero     | Mumbai Open Mumbai, India Dura – $115,000 – 32S/16Q/16D Cuadro Individual – Cuadro Dobles                                                    | Darja Semenistaja 5–7, 7–6(8–6), 6–2                   | Storm Hunter                           | Arianne Hartono Katie Volynets           | Polina Kudermetova Moyuka Uchijima So-hyun Park Alina Korneeva               |
| 5 de febrero     | Mumbai Open Mumbai, India Dura – $115,000 – 32S/16Q/16D Cuadro Individual – Cuadro Dobles                                                    | Dalila Jakupović Sabrina Santamaria 6–4, 6–3           | Arianne Hartono Prarthana Thombare     | Arianne Hartono Katie Volynets           | Polina Kudermetova Moyuka Uchijima So-hyun Park Alina Korneeva               |
| 19 de febrero    | Mexico Series Puerto Vallarta 125 Puerto Vallarta, México Dura – $115,000 – 32S/16Q/16D Cuadro Individual – Cuadro Dobles                    | McCartney Kessler 5–7, 6–3, 6–0                        | Taylah Preston                         | María Lourdes Carlé Hailey Baptiste      | Yuliia Starodubtseva Jéssica Bouzas Maneiro Robin Montgomery Léolia Jeanjean |
| 19 de febrero    | Mexico Series Puerto Vallarta 125 Puerto Vallarta, México Dura – $115,000 – 32S/16Q/16D Cuadro Individual – Cuadro Dobles                    | Iryna Shymanovich Renata Zarazúa 6–2, 7–6(7–1)         | Angelica Moratelli Camilla Rosatello   | María Lourdes Carlé Hailey Baptiste      | Yuliia Starodubtseva Jéssica Bouzas Maneiro Robin Montgomery Léolia Jeanjean |
| 11 de marzo      | Fifth Third Charleston 125 Charleston, Estados Unidos Tierra batida (verde) – $115,000 – 32S/16Q/16D Cuadro Individual – Cuadro Dobles       | Elisabetta Cocciaretto 6–3, 6–2                        | Diana Shnaider                         | Yafan Wang Greet Minnen                  | Erika Andreeva Océane Dodin McCartney Kessler Rebeka Masarova                |
| 11 de marzo      | Fifth Third Charleston 125 Charleston, Estados Unidos Tierra batida (verde) – $115,000 – 32S/16Q/16D Cuadro Individual – Cuadro Dobles       | Olivia Gadecki Olivia Nicholls 6–2, 6–1                | Sara Errani Tereza Mihalíková          | Yafan Wang Greet Minnen                  | Erika Andreeva Océane Dodin McCartney Kessler Rebeka Masarova                |
| 25 de marzo      | San Luis Potosí Open San Luis Potosí, México Tierra batida – $115,000 – 32S/16Q/16D Cuadro Individual – Cuadro Dobles                        | Nadia Podoroska 6–1, 6–2                               | Francesca Jones                        | Julia Riera Elisabetta Cocciaretto       | Robin Montgomery Suzan Lamens Lucrezia Stefanini Laura Pigossi               |
| 25 de marzo      | San Luis Potosí Open San Luis Potosí, México Tierra batida – $115,000 – 32S/16Q/16D Cuadro Individual – Cuadro Dobles                        | Anna Bondár Tamara Zidanšek w/o                        | Laura Pigossi Katarzyna Piter          | Julia Riera Elisabetta Cocciaretto       | Robin Montgomery Suzan Lamens Lucrezia Stefanini Laura Pigossi               |
| 25 de marzo      | Megasaray Hotels Open Antalya, Turquía Tierra batida – $115,000 – 32S/16Q/16D Cuadro Individual – Cuadro Dobles                              | Jéssica Bouzas Maneiro 6–2, 4–6, 6–2                   | Irina-Camelia Begu                     | Simona Waltert Moyuka Uchijima           | Olga Danilović Polina Kudermetova Polona Hercog Zeynep Sönmez                |
| 25 de marzo      | Megasaray Hotels Open Antalya, Turquía Tierra batida – $115,000 – 32S/16Q/16D Cuadro Individual – Cuadro Dobles                              | Angelica Moratelli Camilla Rosatello 6–3, 3–6, [15–13] | Tímea Babos Vera Zvonareva             | Simona Waltert Moyuka Uchijima           | Olga Danilović Polina Kudermetova Polona Hercog Zeynep Sönmez                |
| 1 de abril       | Open Internacional Femení Solgironès La Bisbal del Ampurdán, España Tierra batida – $115,000 – 32S/16Q/16D Cuadro Individual – Cuadro Dobles | María Lourdes Carlé 3–6, 6–1, 6–2                      | Rebeka Masarova                        | Olga Danilović Dalma Gálfi               | Rebecca Šramková Elsa Jacquemot Oksana Selekhmeteva Zeynep Sönmez            |
| 1 de abril       | Open Internacional Femení Solgironès La Bisbal del Ampurdán, España Tierra batida – $115,000 – 32S/16Q/16D Cuadro Individual – Cuadro Dobles | Miriam Kolodziejová Anna Sisková w/o                   | Tímea Babos Dalma Gálfi                | Olga Danilović Dalma Gálfi               | Rebecca Šramková Elsa Jacquemot Oksana Selekhmeteva Zeynep Sönmez            |
| 15 de abril      | Oeiras Ladies Open Oeiras, Portugal Tierra batida – $115,000 – 32S/16Q/16D Cuadro Individual – Cuadro Dobles                                 | Suzan Lamens 6–4, 5–7, 6–4                             | Clara Tauson                           | Bernarda Pera Kristina Mladenovic        | Francisca Jorge Matilde Jorge Aliona Falei Varvara Lepchenko                 |
| 15 de abril      | Oeiras Ladies Open Oeiras, Portugal Tierra batida – $115,000 – 32S/16Q/16D Cuadro Individual – Cuadro Dobles                                 | Francisca Jorge Matilde Jorge 6–0, 6–4                 | Harriet Dart Kristina Mladenovic       | Bernarda Pera Kristina Mladenovic        | Francisca Jorge Matilde Jorge Aliona Falei Varvara Lepchenko                 |
| 29 de abril      | L'Open 35 de Saint-Malo Saint-Malo, Francia Tierra batida – $115,000 – 32S/16Q/16D Cuadro Individual – Cuadro Dobles                         | Loïs Boisson 4–6, 7–6(7–3), 6–3                        | Chloé Paquet                           | Céline Naef Alizé Cornet                 | Clara Burel Peyton Stearns Katie Volynets Jessika Ponchet                    |
| 29 de abril      | L'Open 35 de Saint-Malo Saint-Malo, Francia Tierra batida – $115,000 – 32S/16Q/16D Cuadro Individual – Cuadro Dobles                         | Amina Anshba Anastasia Dețiuc 7–6(9–7), 2–6, [10–5]    | Estelle Cascino Carole Monnet          | Céline Naef Alizé Cornet                 | Clara Burel Peyton Stearns Katie Volynets Jessika Ponchet                    |
| 29 de abril      | Catalonia Open WTA 125 Lérida, España Tierra batida – $115,000 – 32S/8Q/16D Cuadro Individual – Cuadro Dobles                                | Kateřina Siniaková 6–4, 4–6, 6–3                       | Mayar Sherif                           | Guiomar Maristany Camila Osorio          | Emma Navarro Arantxa Rus Magdalena Fręch Ashlyn Krueger                      |
| 29 de abril      | Catalonia Open WTA 125 Lérida, España Tierra batida – $115,000 – 32S/8Q/16D Cuadro Individual – Cuadro Dobles                                | Nicole Melichar Ellen Perez 7–5, 6–2                   | Katarzyna Piter Mayar Sherif           | Guiomar Maristany Camila Osorio          | Emma Navarro Arantxa Rus Magdalena Fręch Ashlyn Krueger                      |
| 13 de mayo       | Trophée Clarins París, Francia Tierra batida – $115,000 – 32S/16Q/16D Cuadro Individual – Cuadro Dobles                                      | Diana Shnaider 6–2, 3–6, 6–4                           | Emma Navarro                           | Elena-Gabriela Ruse Varvara Gracheva     | Fiona Ferro Alizé Cornet Erika Andreeva Katie Boulter                        |
| 13 de mayo       | Trophée Clarins París, Francia Tierra batida – $115,000 – 32S/16Q/16D Cuadro Individual – Cuadro Dobles                                      | Asia Muhammad Aldila Sutjiadi 7–6(7–3), 4–6, [11–9]    | Monica Niculescu Zhu Lin               | Elena-Gabriela Ruse Varvara Gracheva     | Fiona Ferro Alizé Cornet Erika Andreeva Katie Boulter                        |
| 13 de mayo       | Parma Ladies Open Parma, Italia Tierra batida – $115,000 – 32S/8Q/16D Cuadro Individual – Cuadro Dobles                                      | Anna Schmiedlová 7–5, 2–6, 6–4                         | Mayar Sherif                           | Renata Zarazúa Jule Niemeier             | Peyton Stearns Kamilla Rakhimova Jesika Malečková Zeynep Sönmez              |
| 13 de mayo       | Parma Ladies Open Parma, Italia Tierra batida – $115,000 – 32S/8Q/16D Cuadro Individual – Cuadro Dobles                                      | Anna Danilina Irina Khromacheva 6–1, 6–2               | Elixane Lechemia Ingrid Martins        | Renata Zarazúa Jule Niemeier             | Peyton Stearns Kamilla Rakhimova Jesika Malečková Zeynep Sönmez              |
| 3 de junio       | Makarska Open Makarska, Croacia Tierra batida – $115,000 – 32S/16Q/16D Cuadro Individual – Cuadro Dobles                                     | Katie Volynets 3–6, 6–2, 6–1                           | Mayar Sherif                           | Wang Xiyu Petra Martić                   | Léolia Jeanjean Brenda Fruhvirtová Maya Joint Nao Hibino                     |
| 3 de junio       | Makarska Open Makarska, Croacia Tierra batida – $115,000 – 32S/16Q/16D Cuadro Individual – Cuadro Dobles                                     | Sabrina Santamaria Iryna Shymanovich 6–4, 3–6, [10–6]  | Nao Hibino Oksana Kalashnikova         | Wang Xiyu Petra Martić                   | Léolia Jeanjean Brenda Fruhvirtová Maya Joint Nao Hibino                     |
| 3 de junio       | Open delle Puglie Bari, Italia Tierra batida – $115,000 – 32S/8Q/8D Cuadro Individual – Cuadro Dobles                                        | Anca Todoni 6–4, 6–0                                   | Panna Udvardy                          | Nadia Podoroska Tamara Zidanšek          | Beatrice Ricci Eva Lys Martina Trevisan Renata Zarazúa                       |
| 3 de junio       | Open delle Puglie Bari, Italia Tierra batida – $115,000 – 32S/8Q/8D Cuadro Individual – Cuadro Dobles                                        | Anna Danilina Irina Khromacheva 6–1, 6–3               | Angelica Moratelli Renata Zarazúa      | Nadia Podoroska Tamara Zidanšek          | Beatrice Ricci Eva Lys Martina Trevisan Renata Zarazúa                       |
| 10 de junio      | BBVA Open Internacional de Valencia Valencia, España Tierra batida – $115,000 – 32S/8Q/8D Cuadro Individual – Cuadro Dobles                  | Ann Li 6–3, 6–4                                        | Viktoriya Tomova                       | Iryna Shymanovich Jéssica Bouzas Maneiro | Darja Semeņistaja Laura Pigossi Elvina Kalieva Marina Bassols                |
| 10 de junio      | BBVA Open Internacional de Valencia Valencia, España Tierra batida – $115,000 – 32S/8Q/8D Cuadro Individual – Cuadro Dobles                  | Katarzyna Piter Fanny Stollár 6–1, 4–6, [10–8]         | Angelica Moratelli Renata Zarazúa      | Iryna Shymanovich Jéssica Bouzas Maneiro | Darja Semeņistaja Laura Pigossi Elvina Kalieva Marina Bassols                |
| 17 de junio      | Veneto Open Gaiba, Italia Césped – $115,000 – 32S/8Q/16D Cuadro Individual – Cuadro Dobles                                                   | Alycia Parks 6–3, 6–1                                  | Bernarda Pera                          | Susan Bandecchi Sara Errani              | Ankita Raina Robin Montgomery Alexandra Eala Kamilla Rakhimova               |
| 17 de junio      | Veneto Open Gaiba, Italia Césped – $115,000 – 32S/8Q/16D Cuadro Individual – Cuadro Dobles                                                   | Hailey Baptiste Alycia Parks 7–6(7–4), 6–2             | Miriam Kolodziejová Anna Sisková       | Susan Bandecchi Sara Errani              | Ankita Raina Robin Montgomery Alexandra Eala Kamilla Rakhimova               |
| 8 de julio       | Nordea Open Bastad, Suecia Tierra batida – $115,000 – 32S/16Q/16D Cuadro Individual – Cuadro Dobles                                          | Martina Trevisan 6–2, 6–2                              | Ann Li                                 | Louisa Chirico Nuria Párrizas            | Diane Parry Katarina Zavatska Tamara Korpatsch Katarzyna Kawa                |
| 8 de julio       | Nordea Open Bastad, Suecia Tierra batida – $115,000 – 32S/16Q/16D Cuadro Individual – Cuadro Dobles                                          | Peangtarn Plipuech Tsao Chia-yi 7–5, 6–3               | María Lourdes Carlé Julia Riera        | Louisa Chirico Nuria Párrizas            | Diane Parry Katarina Zavatska Tamara Korpatsch Katarzyna Kawa                |
| 8 de julio       | Grand Est Open 88 Contrexéville, Francia Tierra batida – $115,000 – 32S/16Q/16D Cuadro Individual – Cuadro Dobles                            | Lucia Bronzetti 6–4, 6–7(4–7), 7–5                     | Mayar Sherif                           | Gao Xinyu Séléna Janicijevic             | Margaux Rouvroy Elsa Jacquemot Emiliana Arango Dalila Jakupović              |
| 8 de julio       | Grand Est Open 88 Contrexéville, Francia Tierra batida – $115,000 – 32S/16Q/16D Cuadro Individual – Cuadro Dobles                            | Oksana Kalashnikova Iryna Shymanovich 5–7, 6–3, [10–7] | Wu Fang-hsien Zhang Shuai              | Gao Xinyu Séléna Janicijevic             | Margaux Rouvroy Elsa Jacquemot Emiliana Arango Dalila Jakupović              |
| 22 de julio      | Polish Open Varsovia, Polonia Dura – $115,000 – 32S/16Q/16D Cuadro Individual – Cuadro Dobles                                                | Alycia Parks 4–6, 6–3, 6–3                             | Maya Joint                             | Maja Chwalińska Leonie Küng              | Mariam Bolkvadze Darja Semenistaja Isabella Shinikova Lina Glushko           |
| 22 de julio      | Polish Open Varsovia, Polonia Dura – $115,000 – 32S/16Q/16D Cuadro Individual – Cuadro Dobles                                                | Weronika Falkowska Martyna Kubka 6–4, 7–6(7–5)         | Céline Naef Nina Stojanović            | Maja Chwalińska Leonie Küng              | Mariam Bolkvadze Darja Semenistaja Isabella Shinikova Lina Glushko           |
| 5 de agosto      | ECE Ladies Hamburg Open Hamburgo, Alemania Tierra batida (i) – $115,000 – 32S/16Q/16D Cuadro Individual – Cuadro Dobles                      | Anna Bondár 6–4, 6–2                                   | Arantxa Rus                            | Olga Danilović Elena-Gabriela Ruse       | Mayar Sherif Eva Lys Polina Kudermetova Tamara Korpatsch                     |
| 5 de agosto      | ECE Ladies Hamburg Open Hamburgo, Alemania Tierra batida (i) – $115,000 – 32S/16Q/16D Cuadro Individual – Cuadro Dobles                      | Anna Bondár Kimberley Zimmermann 5–7, 6–3, [11–9]      | Arantxa Rus Nina Stojanović            | Olga Danilović Elena-Gabriela Ruse       | Mayar Sherif Eva Lys Polina Kudermetova Tamara Korpatsch                     |
| 12 de agosto     | Barranquilla Open Barranquilla, Colombia Dura – $115,000 – 32S/8Q/8D Cuadro Individual – Cuadro Dobles                                       | Nadia Podoroska 6–2, 1–6, 6–3                          | Tatjana Maria                          | Antonia Ružić Anastasiia Sobolieva       | Suzan Lamens Solana Sierra Mariam Bolkvadze Viktória Hrunčáková              |
| 12 de agosto     | Barranquilla Open Barranquilla, Colombia Dura – $115,000 – 32S/8Q/8D Cuadro Individual – Cuadro Dobles                                       | Jessica Failla Hiroko Kuwata 4–6, 7–6(7–2), [10–7]     | Quinn Gleason Ingrid Martins           | Antonia Ružić Anastasiia Sobolieva       | Suzan Lamens Solana Sierra Mariam Bolkvadze Viktória Hrunčáková              |
| 2 de septiembre  | Guadalajara 125 Open Guadalajara, México Dura – $115,000 – 32S/16Q/16D Cuadro Individual – Cuadro Dobles                                     | Kamilla Rakhimova 6–3, 6–7(5–7), 6–3                   | Tatjana Maria                          | Anna Schmiedlová Emiliana Arango         | Emina Bektas Olivia Gadecki Rebecca Marino Martina Trevisan                  |
| 2 de septiembre  | Guadalajara 125 Open Guadalajara, México Dura – $115,000 – 32S/16Q/16D Cuadro Individual – Cuadro Dobles                                     | Katarzyna Piter Fanny Stollár 6–4, 7–5                 | Angelica Moratelli Sabrina Santamaria  | Anna Schmiedlová Emiliana Arango         | Emina Bektas Olivia Gadecki Rebecca Marino Martina Trevisan                  |
| 2 de septiembre  | Montreux Nestlé Open Montreux, Suiza Tierra batida – $115,000 – 32S/16Q/16D Cuadro Individual – Cuadro Dobles                                | Irina-Camelia Begu 1–6, 6–3, 6–0                       | Petra Marčinko                         | Darja Semeņistaja Nuria Párrizas         | Anca Todoni Polina Kudermetova Jil Teichmann Tara Würth                      |
| 2 de septiembre  | Montreux Nestlé Open Montreux, Suiza Tierra batida – $115,000 – 32S/16Q/16D Cuadro Individual – Cuadro Dobles                                | Quinn Gleason Ingrid Martins 6–3, 4–6, [10–7]          | María Carlé Simona Waltert             | Darja Semeņistaja Nuria Párrizas         | Anca Todoni Polina Kudermetova Jil Teichmann Tara Würth                      |
| 9 de septiembre  | Țiriac Foundation Trophy Bucarest, Rumania Tierra batida – $115,000 – 32S/16Q/16D Cuadro Individual – Cuadro Dobles                          | Miriam Bulgaru 6–3, 1–6, 6–4                           | Kathinka von Deichmann                 | Patricia Maria Țig Ekaterine Gorgodze    | María Carlé Anouk Koevermans Marie Benoît Alevtina Ibragimova                |
| 9 de septiembre  | Țiriac Foundation Trophy Bucarest, Rumania Tierra batida – $115,000 – 32S/16Q/16D Cuadro Individual – Cuadro Dobles                          | Carole Monnet Darja Semeņistaja 1–6, 6–2, [10–7]       | Aliona Bolsova Katarzyna Kawa          | Patricia Maria Țig Ekaterine Gorgodze    | María Carlé Anouk Koevermans Marie Benoît Alevtina Ibragimova                |
| 9 de septiembre  | BMW Ljubljana Open Liubliana, Eslovenia Tierra batida – $115,000 – 32S/16Q/16D Cuadro Individual – Cuadro Dobles                             | Jil Teichmann 7–6(10–8), 6–4                           | Nuria Párrizas                         | Francesca Jones Olga Danilović           | Victoria Jiménez Kristina Dmitruk Ella Seidel Nuria Brancaccio               |
| 9 de septiembre  | BMW Ljubljana Open Liubliana, Eslovenia Tierra batida – $115,000 – 32S/16Q/16D Cuadro Individual – Cuadro Dobles                             | Nuria Brancaccio Leyre Romero 5–7, 7–5, [10–7]         | Lina Gjorcheska Jil Teichmann          | Francesca Jones Olga Danilović           | Victoria Jiménez Kristina Dmitruk Ella Seidel Nuria Brancaccio               |
| 30 de septiembre | Hong Kong 125 Open Hong Kong, China Dura – $115,000 – 32S/8Q/16D Cuadro Individual – Cuadro Dobles                                           | Ajla Tomljanović 4–6, 6–4, 6–4                         | Clara Tauson                           | Anna Blinkova Varvara Gracheva           | Emma Navarro McCartney Kessler Suzan Lamens Nao Hibino                       |
| 30 de septiembre | Hong Kong 125 Open Hong Kong, China Dura – $115,000 – 32S/8Q/16D Cuadro Individual – Cuadro Dobles                                           | Monica Niculescu Elena-Gabriela Ruse 6–3, 5–7, [10–5]  | Nao Hibino Makoto Ninomiya             | Anna Blinkova Varvara Gracheva           | Emma Navarro McCartney Kessler Suzan Lamens Nao Hibino                       |
| 21 de octubre    | Abierto Tampico Tampico, México Dura – $115,000 – 32S/16Q/16D Cuadro Individual – Cuadro Dobles                                              | Marina Stakusic 6–4, 2–6, 6–4                          | Anna Blinkova                          | Sara Sorribes Rebecca Marino             | Lucrezia Stefanini Tatjana Maria Maya Joint Varvara Lepchenko                |
| 21 de octubre    | Abierto Tampico Tampico, México Dura – $115,000 – 32S/16Q/16D Cuadro Individual – Cuadro Dobles                                              | Carmen Corley Rebecca Marino 6–3, 6–3                  | Alina Korneeva Polina Kudermetova      | Sara Sorribes Rebecca Marino             | Lucrezia Stefanini Tatjana Maria Maya Joint Varvara Lepchenko                |
| 28 de octubre    | Bolivia Open Santa Cruz, Bolivia Tierra batida – $115,000 – 32S/16Q/16D Cuadro Individual – Cuadro Dobles                                    | Anca Todoni 7–6(7–5), 6–0                              | Emiliana Arango                        | Panna Udvardy Darja Semeņistaja          | Leyre Romero Tara Würth Julia Riera Chloé Paquet                             |
| 28 de octubre    | Bolivia Open Santa Cruz, Bolivia Tierra batida – $115,000 – 32S/16Q/16D Cuadro Individual – Cuadro Dobles                                    | Nuria Brancaccio Leyre Romero 6–4, 6–4                 | Aliona Bolsova Valeriya Strakhova      | Panna Udvardy Darja Semeņistaja          | Leyre Romero Tara Würth Julia Riera Chloé Paquet                             |
| 4 de noviembre   | Dow Tennis Classic Midland, Estados Unidos Dura (i) – $115,000 – 32S/16Q/16D Cuadro Individual – Cuadro Dobles                               | Rebecca Marino 6–2, 6–1                                | Alycia Parks                           | Lesia Tsurenko Lauren Davis              | Karina Miller Alina Korneeva Astra Sharma Varvara Lepchenko                  |
| 4 de noviembre   | Dow Tennis Classic Midland, Estados Unidos Dura (i) – $115,000 – 32S/16Q/16D Cuadro Individual – Cuadro Dobles                               | Emily Appleton Maia Lumsden 6–2, 4–6, [10–5]           | Ariana Arseneault Mia Kupres           | Lesia Tsurenko Lauren Davis              | Karina Miller Alina Korneeva Astra Sharma Varvara Lepchenko                  |
| 4 de noviembre   | Cali Open Cali, Colombia Tierra batida – $115,000 – 32S/16Q/16D Cuadro Individual – Cuadro Dobles                                            | Irina-Camelia Begu 6–3, 6–3                            | Veronika Erjavec                       | Panna Udvardy Tina Smith                 | Camila Osorio Jazmin Ortenzi Leyre Romero Anca Todoni                        |
| 4 de noviembre   | Cali Open Cali, Colombia Tierra batida – $115,000 – 32S/16Q/16D Cuadro Individual – Cuadro Dobles                                            | Veronika Erjavec Kristina Mladenovic 6–2, 7–6(7–4)     | Tara Würth Katarina Zavatska           | Panna Udvardy Tina Smith                 | Camila Osorio Jazmin Ortenzi Leyre Romero Anca Todoni                        |
| 18 de noviembre  | Fifth Third Charleston WTA 125 Charleston, Estados Unidos Tierra batida – $115,000 – 32S/16Q/16D Cuadro Individual – Cuadro Dobles           | Renata Zarazúa 6–1, 7–6(7–4)                           | Hanna Chang                            | Lauren Davis Nuria Brancaccio            | Louisa Chirico Gabriela Lee Varvara Lepchenko Leyre Romero                   |
| 18 de noviembre  | Fifth Third Charleston WTA 125 Charleston, Estados Unidos Tierra batida – $115,000 – 32S/16Q/16D Cuadro Individual – Cuadro Dobles           | Nuria Brancaccio Leyre Romero 7–6(8–6), 6–2            | Kayla Cross Liv Hovde                  | Lauren Davis Nuria Brancaccio            | Louisa Chirico Gabriela Lee Varvara Lepchenko Leyre Romero                   |
| 18 de noviembre  | LP Open by Ind Colina, Chile Tierra batida – $115,000 – 32S/16Q/16D Cuadro Individual – Cuadro Dobles                                        | Nina Stojanović 3–6, 6–4, 6–4                          | María Carlé                            | Sára Bejlek Mayar Sherif                 | Darja Semeņistaja Guiomar Maristany Francisca Jorge Georgia Crăciun          |
| 18 de noviembre  | LP Open by Ind Colina, Chile Tierra batida – $115,000 – 32S/16Q/16D Cuadro Individual – Cuadro Dobles                                        | Mayar Sherif Nina Stojanović Walkover                  | Léolia Jeanjean Kristina Mladenovic    | Sára Bejlek Mayar Sherif                 | Darja Semeņistaja Guiomar Maristany Francisca Jorge Georgia Crăciun          |
| 25 de noviembre  | IEB+ Argentina Open Buenos Aires, Argentina Tierra batida – $115,000 – 32S/16Q/16D Cuadro Individual – Cuadro Dobles                         | Mayar Sherif 6–3, 4–6, 6–4                             | Katarzyna Kawa                         | María Carlé Sára Bejlek                  | Darja Semeņistaja Julia Riera Jazmín Ortenzi Léolia Jeanjean                 |
| 25 de noviembre  | IEB+ Argentina Open Buenos Aires, Argentina Tierra batida – $115,000 – 32S/16Q/16D Cuadro Individual – Cuadro Dobles                         | Maja Chwalińska Katarzyna Kawa 6–4, 3–6, [10–7]        | Laura Pigossi Mayar Sherif             | María Carlé Sára Bejlek                  | Darja Semeņistaja Julia Riera Jazmín Ortenzi Léolia Jeanjean                 |
| 2 de diciembre   | Open in Arte Angers Loire Angers, Francia Dura (i) – $115,000 – 32S/8Q/8D Cuadro Individual – Cuadro Dobles                                  | Alycia Parks 7–6(7–4), 3–6, 6–0                        | Belinda Bencic                         | Mona Barthel Dominika Šalková            | Barbora Palicová Victoria Jiménez Océane Dodin Varvara Lepchenko             |
| 2 de diciembre   | Open in Arte Angers Loire Angers, Francia Dura (i) – $115,000 – 32S/8Q/8D Cuadro Individual – Cuadro Dobles                                  | Monica Niculescu Elena-Gabriela Ruse 6–3, 6–4          | Belinda Bencic Céline Naef             | Mona Barthel Dominika Šalková            | Barbora Palicová Victoria Jiménez Océane Dodin Varvara Lepchenko             |
| 2 de diciembre   | MundoTenis Open Florianópolis, Brasil Tierra batida – $115,000 – 32S/8Q/16D Cuadro Individual – Cuadro Dobles                                | Maja Chwalińska 6–1, 6–2                               | Ylena In-Albon                         | Sára Bejlek Léolia Jeanjean              | María Carlé Nicole Fossa Huergo Valeriya Strakhova Mayar Sherif              |
| 2 de diciembre   | MundoTenis Open Florianópolis, Brasil Tierra batida – $115,000 – 32S/8Q/16D Cuadro Individual – Cuadro Dobles                                | Maja Chwalińska Laura Pigossi 7–6(7–3), 6–3            | Nicole Fossa Huergo Valeriya Strakhova | Sára Bejlek Léolia Jeanjean              | María Carlé Nicole Fossa Huergo Valeriya Strakhova Mayar Sherif              |
| 9 de diciembre   | Open BLS de Limoges Limoges, Francia Dura (i) – $115,000 – 32S/16Q/16D Cuadro Individual – Cuadro Dobles                                     | Viktorija Golubic 7–5, 6–4                             | Céline Naef                            | Elsa Jacquemot Nuria Párrizas            | Manon Léonard Erika Andreeva Varvara Lepchenko Carole Monnet                 |
| 9 de diciembre   | Open BLS de Limoges Limoges, Francia Dura (i) – $115,000 – 32S/16Q/16D Cuadro Individual – Cuadro Dobles                                     | Elsa Jacquemot Margaux Rouvroy 6–4, 6–3                | Erika Andreeva Séléna Janicijevic      | Elsa Jacquemot Nuria Párrizas            | Manon Léonard Erika Andreeva Varvara Lepchenko Carole Monnet                 |

## Estadística
En los cuadros figuran el número de títulos indivisuales (S) y dobles (D) ganados por cada jugadora y cada país durante la temporada, dentro de todas las categorías del torneo de la WTA 125s de 2024. Las jugadoras / países sean ordenados por:
1) el número total de títulos (un título de dobles ganado por dos jugadoras que representan a la misma nación solo es tomado por uno).
2) primero individuales > luego los dobles.
3) por orden alfabético (por los apellidos de las jugadoras).
Para evitar la confusión y la doble contabilización, estas tablas deben actualizarse solo después de que un evento se haya completado.

### Títulos por tenistas
| Total | Jugadoras              | S | D | S | D |
| ----- | ---------------------- | - | - | - | - |
| 4     | Alycia Parks           | ● | ● | 3 | 1 |
| 3     | Anna Bondár            | ● | ● | 1 | 2 |
| 3     | Maja Chwalińska        | ● | ● | 1 | 2 |
| 3     | Darja Semeņistaja      | ● | ● | 1 | 2 |
| 3     | Nuria Brancaccio       |   | ● | 0 | 3 |
| 3     | Leyre Romero           |   | ● | 0 | 3 |
| 3     | Iryna Shymanovich      |   | ● | 0 | 3 |
| 2     | Nadia Podoroska        | ● |   | 2 | 0 |
| 2     | Anca Todoni            | ● |   | 2 | 0 |
| 2     | Irina-Camelia Begu     | ● |   | 2 | 0 |
| 2     | Rebecca Marino         | ● | ● | 1 | 1 |
| 2     | Mayar Sherif           | ● | ● | 1 | 1 |
| 2     | Nina Stojanović        | ● | ● | 1 | 1 |
| 2     | Renata Zarazúa         | ● | ● | 1 | 1 |
| 2     | Anna Danilina          |   | ● | 0 | 2 |
| 2     | Veronika Erjavec       |   | ● | 0 | 2 |
| 2     | Irina Khromacheva      |   | ● | 0 | 2 |
| 2     | Monica Niculescu       |   | ● | 0 | 2 |
| 2     | Katarzyna Piter        |   | ● | 0 | 2 |
| 2     | Elena-Gabriela Ruse    |   | ● | 0 | 2 |
| 2     | Sabrina Santamaria     |   | ● | 0 | 2 |
| 2     | Fanny Stollár          |   | ● | 0 | 2 |
| 1     | Loïs Boisson           | ● |   | 1 | 0 |
| 1     | Lucia Bronzetti        | ● |   | 1 | 0 |
| 1     | Jéssica Bouzas Maneiro | ● |   | 1 | 0 |
| 1     | Miriam Bulgaru         | ● |   | 1 | 0 |
| 1     | María Lourdes Carlé    | ● |   | 1 | 0 |
| 1     | Elisabetta Cocciaretto | ● |   | 1 | 0 |
| 1     | Viktorija Golubic      | ● |   | 1 | 0 |
| 1     | McCartney Kessler      | ● |   | 1 | 0 |
| 1     | Ann Li                 | ● |   | 1 | 0 |
| 1     | Nuria Párrizas         | ● |   | 1 | 0 |
| 1     | Kamilla Rakhimova      | ● |   | 1 | 0 |
| 1     | Anna Schmiedlová       | ● |   | 1 | 0 |
| 1     | Diana Shnaider         | ● |   | 1 | 0 |
| 1     | Kateřina Siniaková     | ● |   | 1 | 0 |
| 1     | Marina Stakusic        | ● |   | 1 | 0 |
| 1     | Jil Teichmann          | ● |   | 1 | 0 |
| 1     | Ajla Tomljanović       | ● |   | 1 | 0 |
| 1     | Martina Trevisan       | ● |   | 1 | 0 |
| 1     | Katie Volynets         | ● |   | 1 | 0 |
| 1     | Emily Appleton         |   | ● | 0 | 1 |
| 1     | Amina Anshba           |   | ● | 0 | 1 |
| 1     | Hailey Baptiste        |   | ● | 0 | 1 |
| 1     | Carmen Corley          |   | ● | 0 | 1 |
| 1     | Anastasia Dețiuc       |   | ● | 0 | 1 |
| 1     | Jessica Failla         |   | ● | 0 | 1 |
| 1     | Weronika Falkowska     |   | ● | 0 | 1 |
| 1     | Olivia Gadecki         |   | ● | 0 | 1 |
| 1     | Quinn Gleason          |   | ● | 0 | 1 |
| 1     | Elsa Jacquemot         |   | ● | 0 | 1 |
| 1     | Dalila Jakupović       |   | ● | 0 | 1 |
| 1     | Francisca Jorge        |   | ● | 0 | 1 |
| 1     | Matilde Jorge          |   | ● | 0 | 1 |
| 1     | Oksana Kalashnikova    |   | ● | 0 | 1 |
| 1     | Katarzyna Kawa         |   | ● | 0 | 1 |
| 1     | Miriam Kolodziejová    |   | ● | 0 | 1 |
| 1     | Martyna Kubka          |   | ● | 0 | 1 |
| 1     | Hiroko Kuwata          |   | ● | 0 | 1 |
| 1     | Maia Lumsden           |   | ● | 0 | 1 |
| 1     | Ingrid Martins         |   | ● | 0 | 1 |
| 1     | Nicole Melichar        |   | ● | 0 | 1 |
| 1     | Kristina Mladenovic    |   | ● | 0 | 1 |
| 1     | Asia Muhammad          |   | ● | 0 | 1 |
| 1     | Carole Monnet          |   | ● | 0 | 1 |
| 1     | Angelica Moratelli     |   | ● | 0 | 1 |
| 1     | Olivia Nicholls        |   | ● | 0 | 1 |
| 1     | Peangtarn Plipuech     |   | ● | 0 | 1 |
| 1     | Ellen Perez            |   | ● | 0 | 1 |
| 1     | Laura Pigossi          |   | ● | 0 | 1 |
| 1     | Camilla Rosatello      |   | ● | 0 | 1 |
| 1     | Margaux Rouvroy        |   | ● | 0 | 1 |
| 1     | Anna Sisková           |   | ● | 0 | 1 |
| 1     | Aldila Sutjiadi        |   | ● | 0 | 1 |
| 1     | Chia-yi Tsao           |   | ● | 0 | 1 |
| 1     | Tamara Zidanšek        |   | ● | 0 | 1 |
| 1     | Kimberley Zimmermann   |   | ● | 0 | 1 |

### Títulos por país
| Total | Países          | S | D |
| ----- | --------------- | - | - |
| 15    | Estados Unidos  | 6 | 9 |
| 9     | Rumania         | 5 | 4 |
| 8     | Rusia           | 2 | 6 |
| 6     | Italia          | 3 | 3 |
| 6     | Polonia         | 1 | 5 |
| 5     | España          | 2 | 3 |
| 5     | Francia         | 2 | 3 |
| 5     | Hungría         | 1 | 4 |
| 4     | República Checa | 1 | 3 |
| 4     | Eslovenia       | 0 | 4 |
| 3     | Argentina       | 3 | 0 |
| 3     | Canadá          | 2 | 1 |
| 3     | Australia       | 1 | 2 |
| 3     | Letonia         | 1 | 2 |
| 3     | Reino Unido     | 0 | 3 |
| 2     | Suiza           | 2 | 0 |
| 2     | México          | 1 | 1 |
| 2     | Serbia          | 1 | 1 |
| 2     | Brasil          | 0 | 2 |
| 2     | Kazajistán      | 0 | 2 |
| 2     | Portugal        | 0 | 2 |
| 1     | Eslovaquia      | 1 | 0 |
| 1     | Bélgica         | 0 | 1 |
| 1     | China Taipéi    | 0 | 1 |
| 1     | Egipto          | 0 | 1 |
| 1     | Georgia         | 0 | 1 |
| 1     | Indonesia       | 0 | 1 |
| 1     | Japón           | 0 | 1 |
| 1     | Tailandia       | 0 | 1 |